# Licania dealbata
Licania dealbata är en tvåhjärtbladig växtart som beskrevs av Joseph Dalton Hooker. Licania dealbata ingår i släktet Licania och familjen Chrysobalanaceae. Inga underarter finns listade i Catalogue of Life.